# Дубравица
Дубравица (хорв. Dubravica) — община в Хорватии, входит в Загребскую жупанию. Община включает 10 населённых пунктов. По данным 2001 года, в ней проживало 1586 человек. Общая площадь общины составляет 20,6 км².